# Hemocateresis

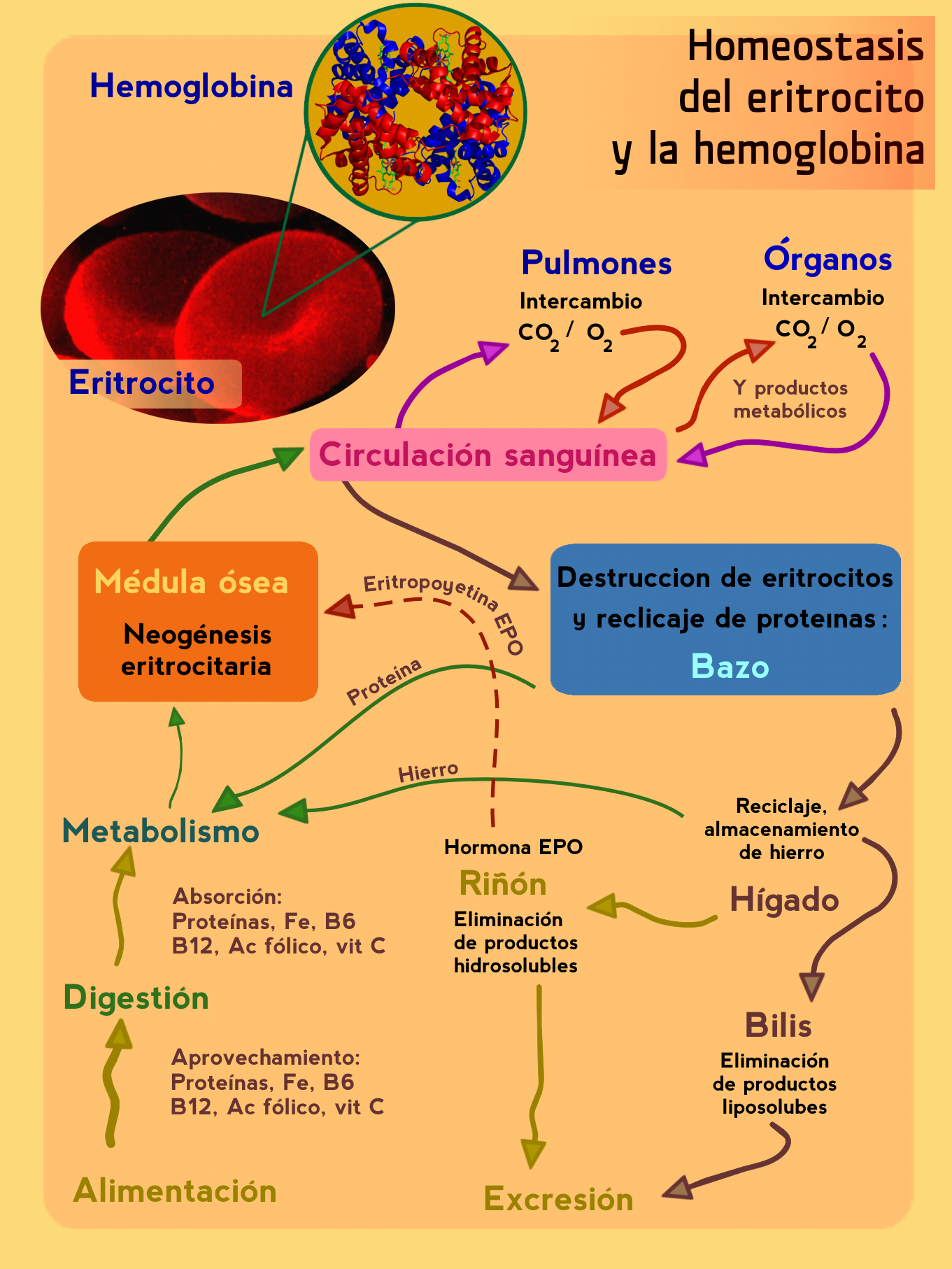
Ciclo del glóbulo rojo.

La  hemocateresis o eriptosis  es el  fenómeno normal de eliminación de los hematíes en vía de degeneración a nivel del bazo y en el hígado y, aunque en menor medida, en la médula ósea roja. Los glóbulos rojos de la sangre tienen una vida media de 120 días y, cuando envejecen, son destruidos por un proceso de apoptosis o muerte celular programada.

## Ciclo del glóbulo rojo
Al no poseer núcleo ni otros orgánulos, los glóbulos rojos no pueden sintetizar nuevos componentes para reemplazar aquellos en desuso, por ello la membrana celular se hace más frágil con el tiempo y aumenta la posibilidad de que se destruya, especialmente al circular deformándose por los estrechos capilares sanguíneos. Por esta razón, los eritrocitos desgastados deben ser retirados de la circulación y destruidos por los macrófagos.
Después de la fagocitosis de los glóbulos rojos por los macrófagos, la hemoglobina se recicla. La porción de globina de la hemoglobina es separada del grupo hemo y descompuesta en aminoácidos que pueden volver a utilizarse para la síntesis de proteínas. La porción del hemo se descompone en hierro (que se asocia a proteínas formando ferritina o hemosiderina) y bilirrubina. La ferritina y la hemosiderina son formas de almacenamiento del hierro, localizadas principalmente en las fibras musculares, los hepatocitos y los macrófagos del bazo y el hígado. El hierro es transportado por la transferrina hacia la médula ósea, en donde los precursores eritrocíticos lo captan para su utilización en la producción de nuevas moléculas de hemoglobina. La porción no férrica del grupo hemo se transforma en biliverdina y, posteriormente, en bilirrubina no conjugada se transforma en bilirrubina conjugada, la cual se excreta en la bilis. Esta es transportada desde el hígado hasta el intestino delgado. Las bacterias presentes en el intestino grueso transforman la bilirrubina en urobilinógeno.
Parte del urobilinógeno formado es absorbido de nuevo hacia la sangre, posteriormente es transformado en urobilina y excretado en la orina. La mayor parte del urobilinógeno se elimina en las heces en forma de estercobilina, un pigmento marrón que proporciona color a las heces.